# Sonate pour piano no 8 de Scriabine
Pour les articles homonymes, voir Sonate pour piano (homonymie).
La Sonate pour piano no 8 op. 66 est une sonate du compositeur et pianiste russe Alexandre Scriabine. Commencée en 1912, elle fut achevée en été 1913 en même temps que les deux dernières sonates.

## Composition
En un seul mouvement, son exécution dure à peu près dix minutes. Cette sonate se rapproche fortement de la 5e sonate et recoupe des idées appartenant aux 6e et 7e sonates, dans un langage un peu plus épuré.

## Discographie
- Alexander Scriabin, The complete piano sonatas, Ruth Laredo, piano, Nonesuch records, 1984, 1996.